# 劉㴱
劉深（1412年—？），字資之，湖廣沔陽州人，民籍。明朝政治人物。同進士出身。

## 生平
順天府鄉試第二十三名。正統四年（1439年）己未科會試第五十一名，殿試登進士第三甲第四十名。
曾祖父劉震鄉。祖父劉濟川，贈翰林院檢討。父亲劉琢，贈翰林院檢討 任國子監助教。